# Hertogenwald

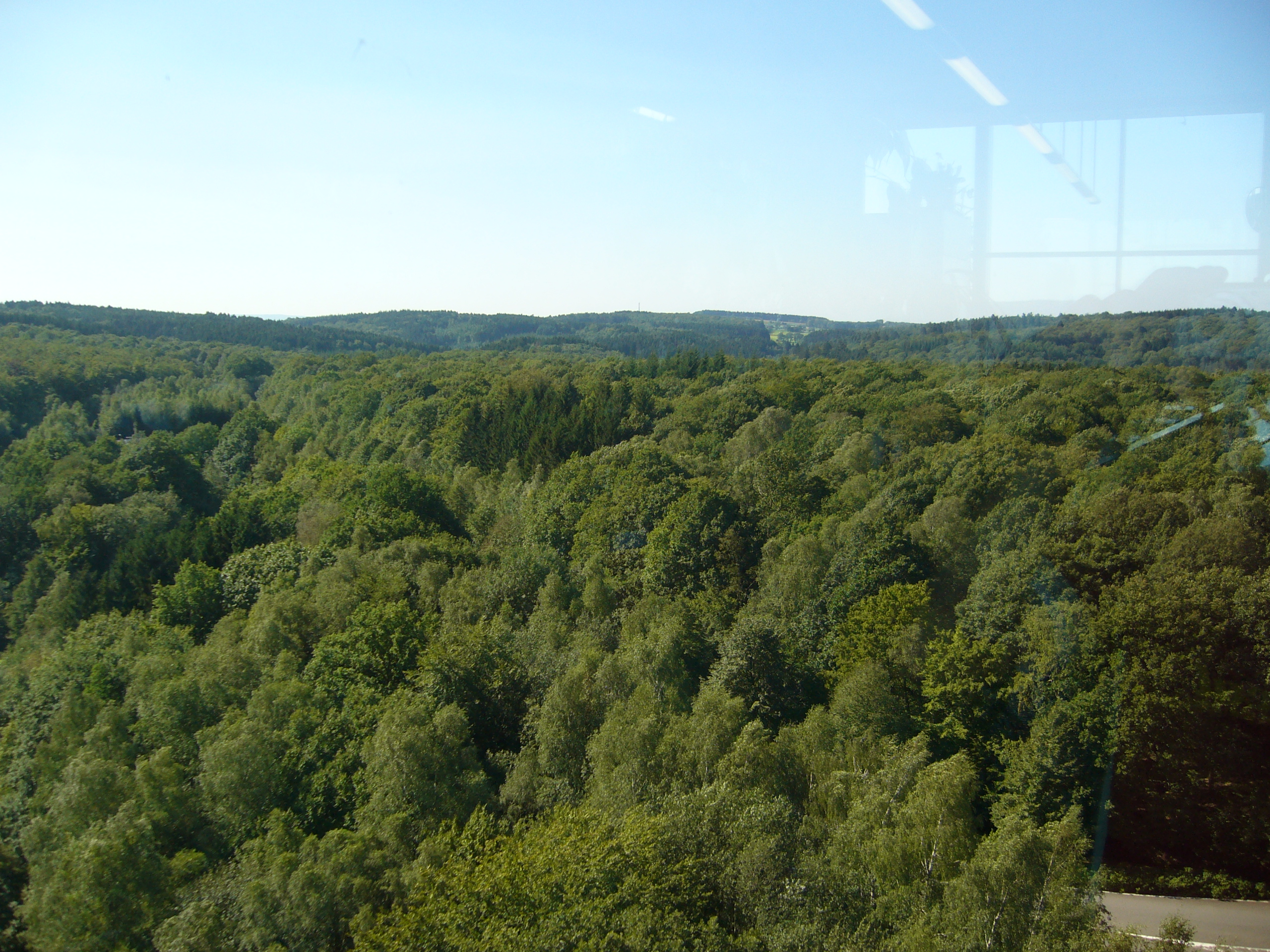
Partie de l'Hertogenwald, vue depuis la tour de la Gileppe.

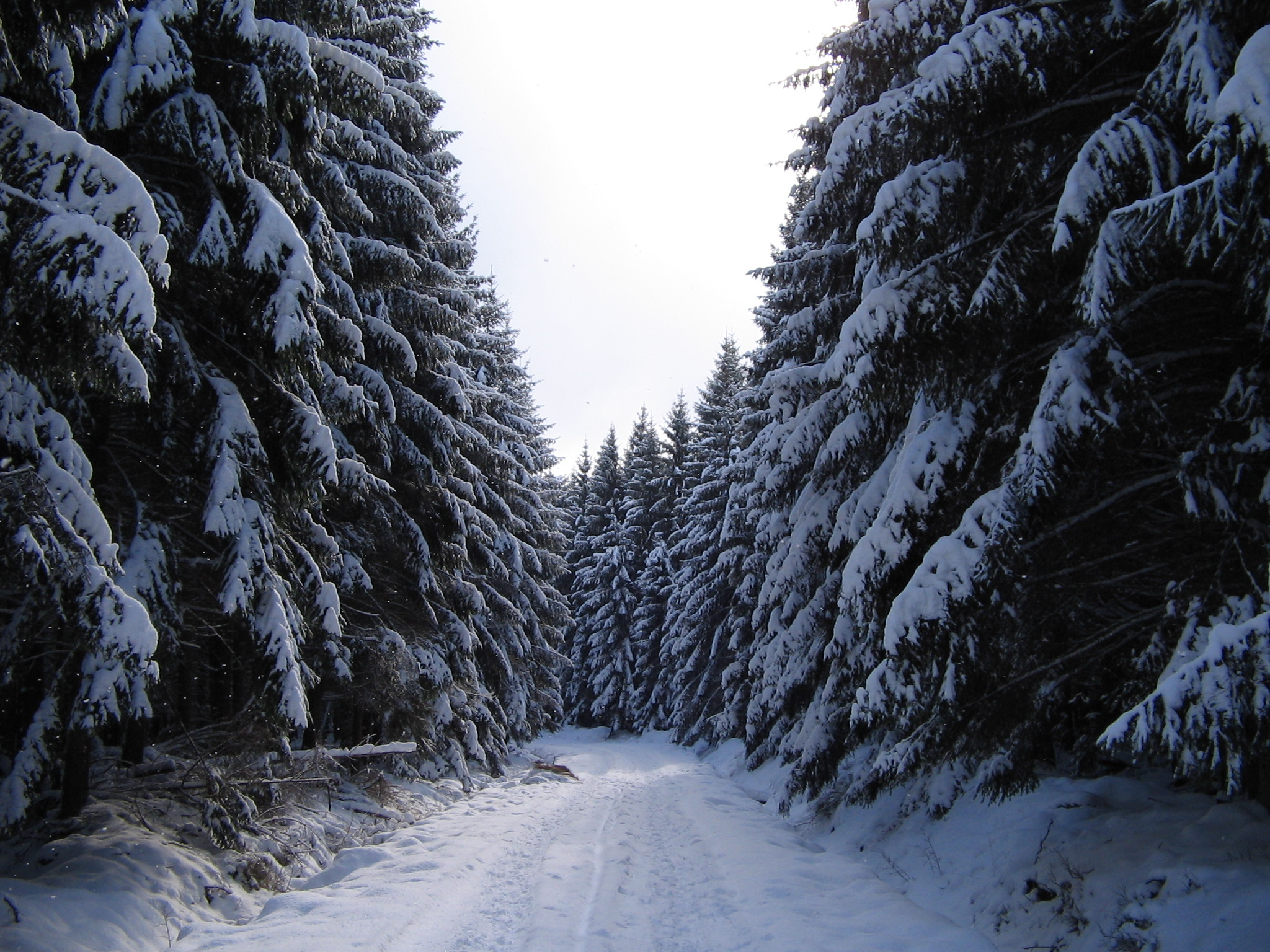
Le Hertogenwald sous la neige.

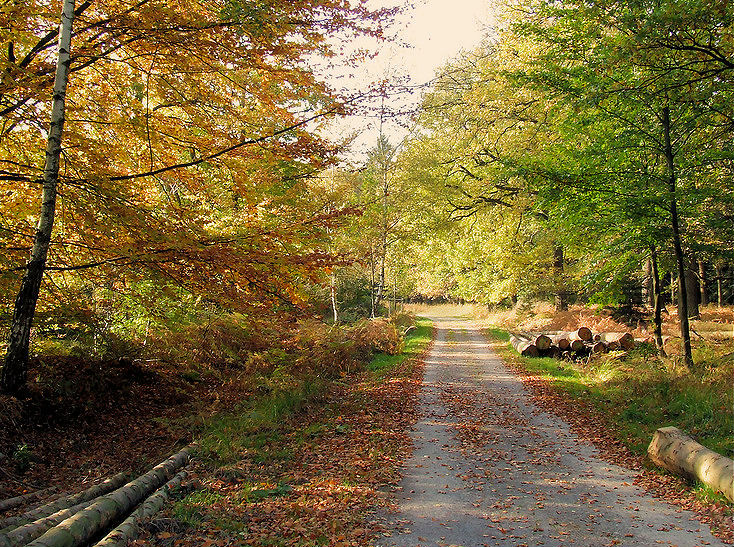
Le Hertogenwald à proximité d'Eupen, ancien tracé d'un chemin de fer à voie étroite.

Le Hertogenwald, littéralement la Forêt ducale, est une forêt de l'est de la Belgique, située au nord du massif des Hautes Fagnes dans la province de Liège. Il représente la plus grande forêt domaniale de Belgique. 

## Description
Avec ses 12 300 ha de superficie le Hertogenwald est une des forêts les plus étendues d'Ardenne. On distingue depuis 1830 la partie occidentale appartenant à l'époque à la Belgique, et la partie orientale devenue prussienne pour un siècle, avec à l'époque une frontière naturelle constituée par la rivière Helle. Encore de nos jours ces deux parties sont gérées par deux  administrations forestières différentes. La partie occidentale est réservée à la chasse de la couronne, dont le cœur est la maison forestière de Hestreux.
Presque complètement desarborée et réduite à l'état de fagne en raison de la coupe de bois pour la production de charbon de bois pour l'industrie de clous, ainsi que l'élevage de moutons pour fournir de la matière première à l'industrie textile dans la vallée de la Vesdre, le gouvernement autrichien à Bruxelles décide en 1775 des premiers essais de plantation d'épicéas dans cette région. Ces parcelles sont encore dénommées de nos jours, « aux mille sapins » et aux « dix mille sapins ». Elles se situent entre la route de Malmedy et celle vers Goé-Bethane. Au XIXe siècle, le gouvernement prussien imposa la plantations d'épicéas dans la partie orientale. La forêt est actuellement composée de deux tiers de résineux et d'un tiers de feuillus. Le programme forestier « Natura 2000 » et des plans européens "LIFE" prévoient d'augmenter nettement la superficie couverte de feuillus.
Les principales rivières qui traversent l'Hertogenwald sont, d'est en ouest, la Vesdre, la Helle, la Soor, le Getzbach, la Gileppe et la Hoëgne.
La partie orientale du massif, ancien territoire prussien, se trouve en territoire belge germanophone, l'occidentale en territoire francophone. Ces deux territoires sont notamment délimités par le cours inférieur de la Helle.
La forêt couvre le territoire des communes  d'Eupen et Raeren (Communauté germanophone), Baelen, Limbourg, et Jalhay (Communauté française).

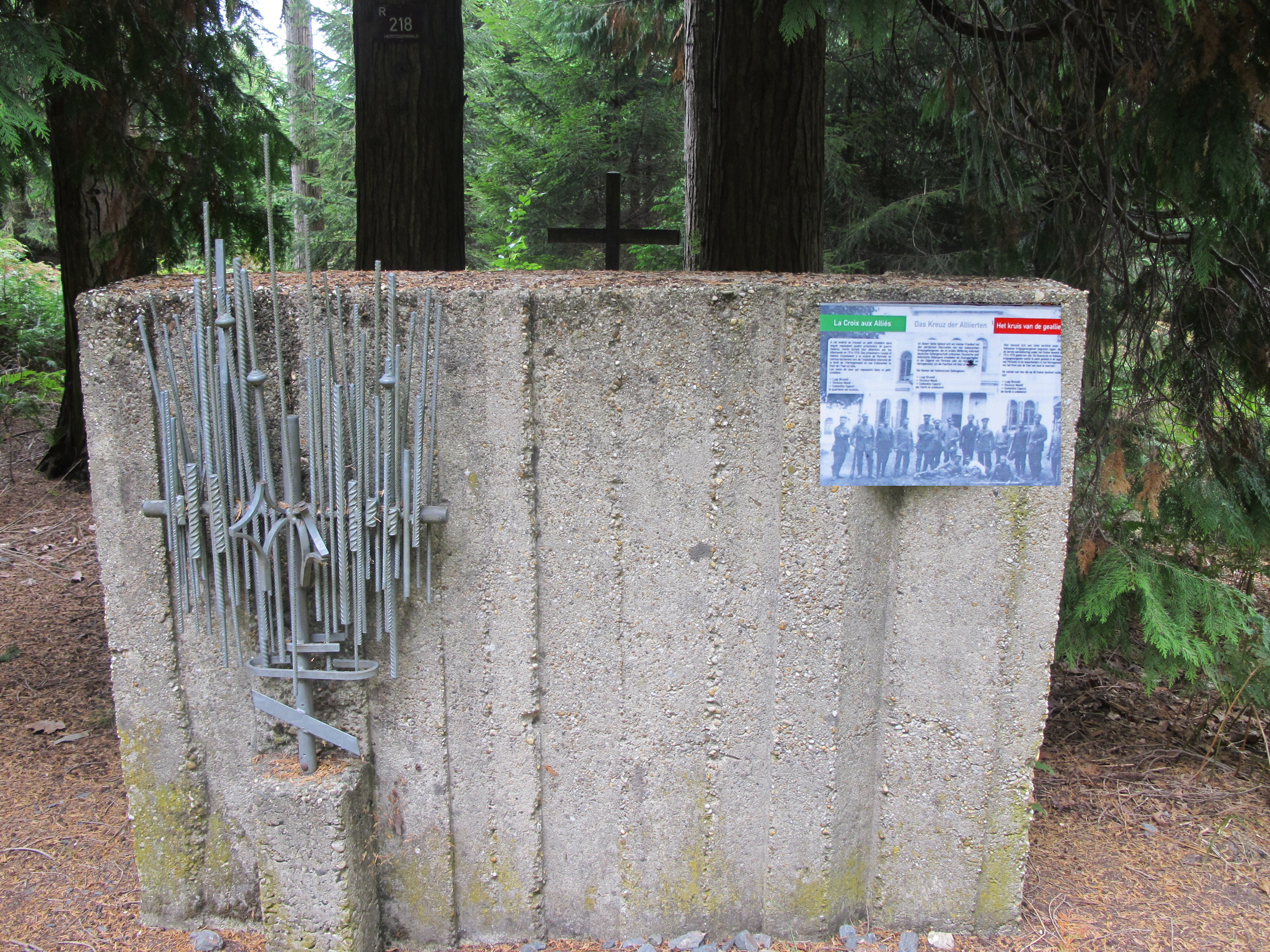
Mémorial pour les prisonniers morts en abattant les bois.

## Pillage durant la Première Guerre mondiale
Durant la Première Guerre mondiale, entre 1916 et 1918, les troupes allemandes ont fait couper sur la partie belge par des prisonniers de guerre russes, et plus tard italiens, des grandes quantités d'arbres feuillus (chênes et hêtres), pour alimenter le front de l'Yser, d'une longueur totale de 700 km. Ces bois résistants devaient permettre de fortifier les tranchées le long du front. À cette fin, un chemin de fer à voie étroite (60 KM), appelé « Trans-Hertogenwald », a été installé dans la partie occidentale du Hertogenwald, pour emporter les arbres abattus (environ 300 000 m3) vers une importante scierie construite spécialement près de Membach (Perkiets) dans la vallée de la Vesdre. Les bois étaient ensuite expédiés via la gare de Dolhain vers le front. Seuls les coteaux des environs du barrage de la Gileppe ont été épargnés.